# 1819 na arte

## Eventos
- 19 de novembro - Inauguração do Museu do Prado, na Madrid (Espanha).

## Nascimentos
| Data        | Nome            | Profissão | Nacionalidade   | Observações | Ref   |
| ----------- | --------------- | --------- | --------------- | ----------- | ----- |
| 10 de junho | Gustave Courbet | pintor    | Reino da França | m. 1877     | [ 1 ] |

## Mortes
| Data        | Nome                  | Profissão  | Nacionalidade | Observações | Ref   |
| ----------- | --------------------- | ---------- | ------------- | ----------- | ----- |
| 21 de março | José da Costa e Silva | arquitecto | Portugal      | n. 1747     | [ 2 ] |